# Донецьк-Північний
Доне́цьк-Півні́чний — вантажно-пасажирська залізнична станція Донецької дирекції Донецької залізниці.
Розташована на крайні півночі Донецька, Київський район на лінії Донецьк — Ясинувата-Пасажирська між станціями Донецьк (7 км) та Ясинувата-Пасажирська (5 км). Поблизу Донецька-Північного розташоване вагонне пасажирське депо станції Донецьк.
Через військову агресію Росії на сході Україні транспортне сполучення припинене. Станція та пасажирське депо зазнали значних руйнувань під час військових дій.